# Holger Osieck
Holger Osieck (ur. 31 sierpnia 1948 w Duisburgu) – niemiecki trener piłkarski i piłkarz.

## Kariera piłkarska
W trakcie kariery piłkarskiej Osieck był graczem klubów Eintracht Gelsenkirchen, SSV Hagen, 1. FC Mülheim, 1. FC Bocholt, Vancouver Whitecaps oraz Rot-Weiß Oberhausen.

## Kariera trenerska
Karierę trenerską Osieck rozpoczął w 1977 roku w kanadyjskim klubie Vancouver Whitecaps, gdzie był grającym trenerem. W latach 1987–1990 był asystentem Franza Beckenabuera w reprezentacji RFN. Latem 1991 roku został szkoleniowcem zespołu VfL Bochum z Bundesligi. W tych rozgrywkach jako trener zadebiutował 2 sierpnia 1991 roku w zremisowanym 2:2 meczu z 1. FC Köln. W Bochum pracował do listopada 1992 roku.
W 1993 roku został trenerem tureckiego Fenerbahçe SK. W 1994 roku prowadzony przez niego zespół wywalczył wicemistrzostwo Turcji. W 1995 roku odszedł do japońskiej Urawy Red Diamonds. Pracował tam w sezonach 1995 oraz 1996. Na początku 1997 roku wrócił do Turcji, gdzie został szkoleniowcem Kocaelisporu. W tym samym roku zdobył z nim Puchar Turcji. W 1998 roku odszedł z Kocaelisporu.
W 1999 roku Osieck został selekcjonerem reprezentacji Kanady. W 2000 roku triumfował z nią w Złotym Pucharze CONCACAF. W 2001 roku Puchar Konfederacji Kanada zakończyła na fazie grupowej. W 2002 roku w Złotym Pucharze CONCACAF Kanada zajęła 3. miejsce, a w 2003 roku odpadła z niego po fazie grupowej.
W 2007 roku Osieck ponownie został trenerem Urawy Red Diamonds. W tym samym roku zdobył z nią Azjatycką Ligę Mistrzów. W Urawie pracował do 2008 roku.
W 2010 roku objął stanowisko selekcjonera reprezentacji Australii. W 2011 roku wziął z nią udział w Pucharze Azji z którą zdobył srebrny medal. Pomimo uzyskania awansu na Mistrzostwa Świata 2014, w październiku 2013 został zwolniony z funkcji trenera kadry po porażce 0:6 z reprezentacją Francji.